# Disney magico artista 3D
Disney magico artista 3D è un gioco per Microsoft Windows della serie Disney magico artista. Più che un gioco, è una versione di un programma da disegno adatto ai bambini, con la comparsa dei famosi personaggi Disney. L'applicazione consente molte operazioni di disegno: matita, penna, gomma, acquerello, ambienti e animazioni create dal giocatore. In ogni caso è possibile chiedere aiuto per il disegno cliccando su un bottone. Una voce narrante o una didascalia darà spiegazioni su come fare. Tutti i disegni possono essere raggruppati in cartelle e salvate poi sull'Hard Disk, nella cartella dove si è installato il gioco. Il gioco inoltre consente di caricare i disegni, modificarli, rinominarli od eliminarli. Con una stampante o uno scanner inoltre è possibile stampare i disegni (ad esempio per ricordo o per colorarli manualmente, stampandoli in bianco e nero) o acquisire quelli cartacei e svilupparli col programma successivamente.